# جواد خان
جواد خان (بالأذرية: Cavad xan) هو ملك أذربيجاني، ولد في 1748 في كنجه في أذربيجان، وتوفي بنفس المكان في 1803.

## معرض صور

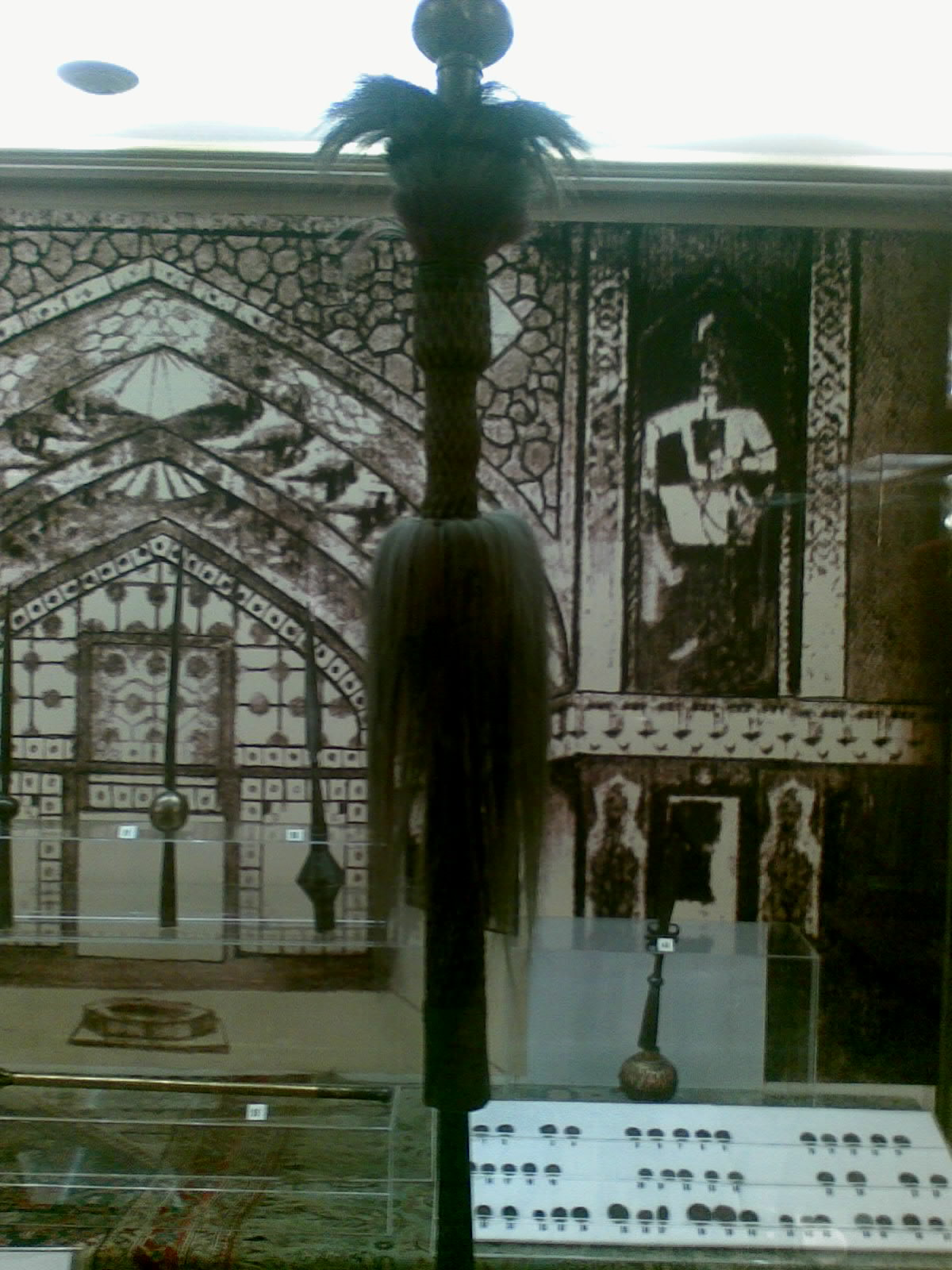
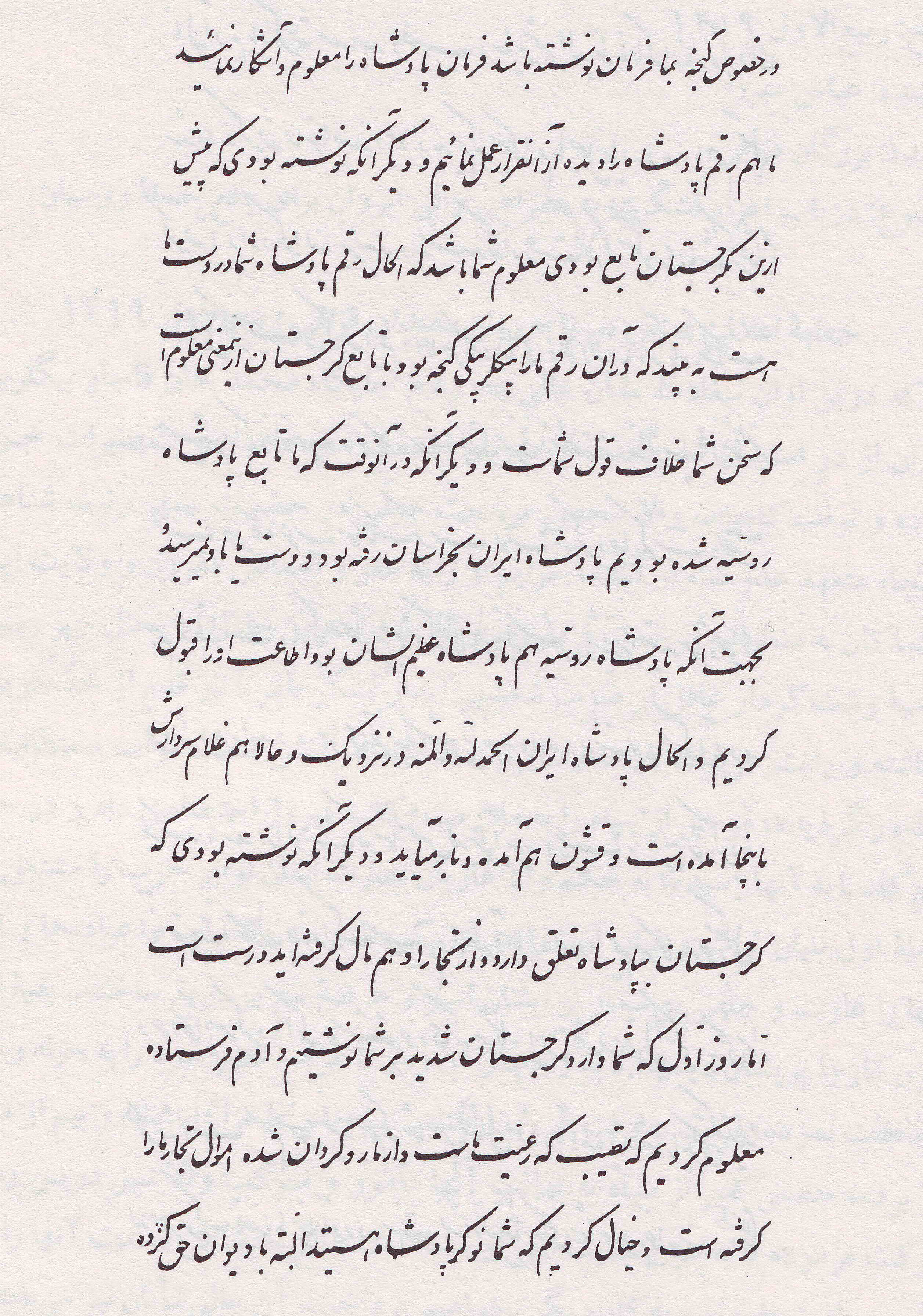
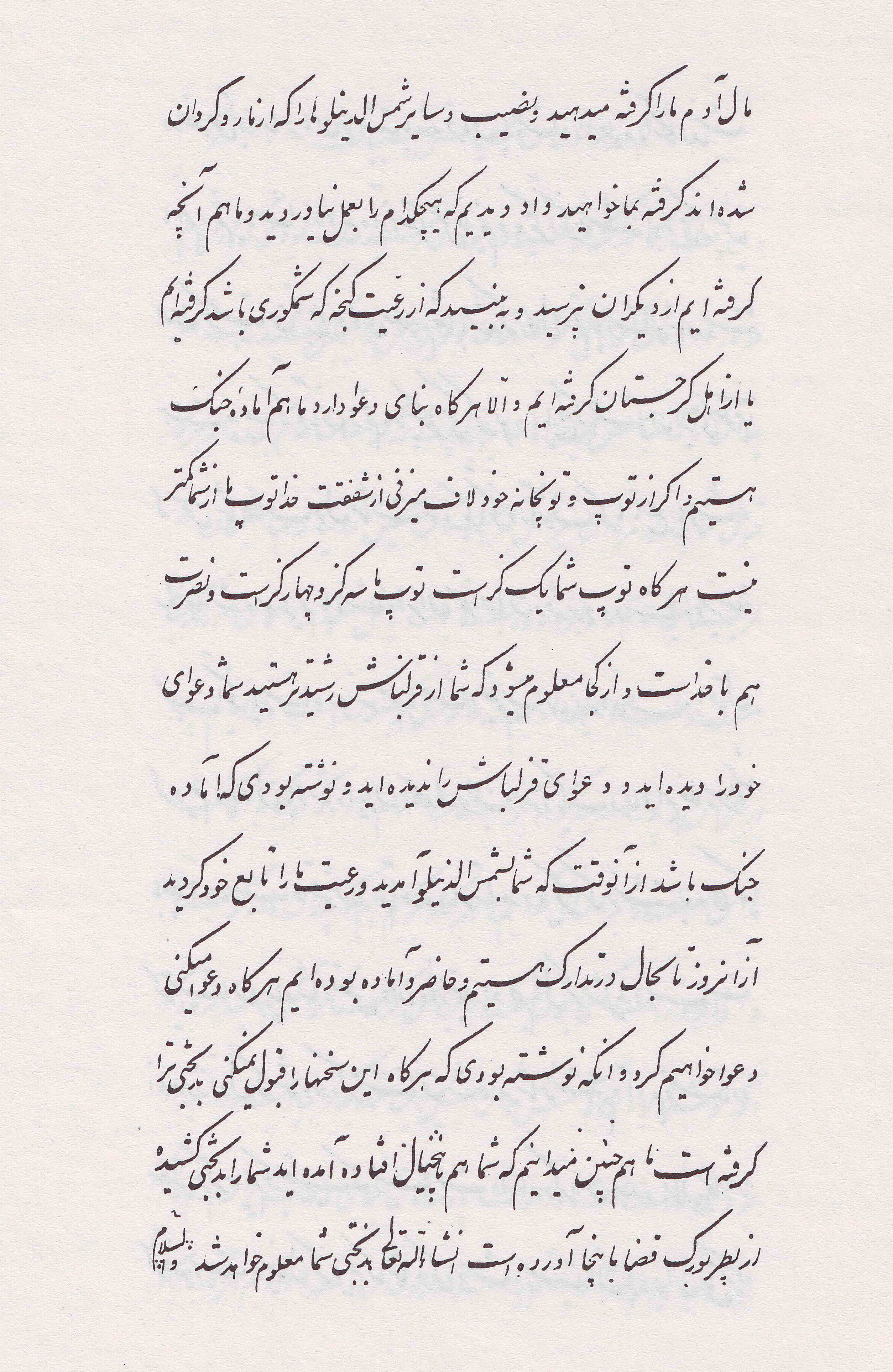